# Список судинних рослин України — пасльоноцвіті
Список місцевих рослин України з порядку пасльоноцвіті є продовженням Списку судинних рослин України. Пасльоноцвіті (Solanales) в рідній флорі України представлені родинами берізкові (Convolvulaceae) та пасльонові (Solanaceae).

### Місцеві пасльоноцвіті (Solanales)
| №  | Вид                                                                                               | Розповсюдження в Україні | Джерело інформації | Родина                   | Зображення |
| -- | ------------------------------------------------------------------------------------------------- | --- | ------------------ | ------------------------ | ---------- |
| 1  | Плетуха звичайна Calystegia sepium (L.) R.Br.                                                     | У вологих місцях, на берегах річок, озер, серед чагарників — на всій території | [ 2 ]              | Берізкові Convolvulaceae |            |
| 2  | Плетуха лісова Calystegia silvatica (Kit.) Griseb.                                                | У лісах, серед чагарників — у південному Криму, звичайно | …                  | …                        |            |
| 3  | Плетуха монетницева Calystegia soldanella (L.) R.Br.                                              | На приморських пісках та галечниках — у південному Криму, рідко. У ЧКУ має статус «зникаючий» | …                  | …                        |            |
| 4  | Берізка польова Convolvulus arvensis L.                                                           | На полях (у посівах), дорогах, засмічених місцях — на всій території | [ 3 ]              | …                        |            |
| 5  | Берізка буквицелиста Convolvulus betonicifolius Mill., syn. Convolvulus hirsutus M.Bieb.          | На трав'янистих схилах, як бур'ян у садах та виноградниках — у гірському Криму, рідко | …                  | …                        |            |
| 6  | Берізка кантабрійська Convolvulus cantabrica L.                                                   | На схилах — у Закарпатті (Ужгородський р-н, с. Горяни, на вулканічних породах), Степу, на південному заході в районі Одеси, рідко; у Криму, звичайно                                                                 | …                  | …                        |            |
| 7  | Берізка смолоносна Convolvulus scammonia L.                                                       | У рідколісся, серед чагарників, на скелях — у гірському Криму, в основному на ПБК (між Севастополем і Алуштою) | …                  | …                        |            |
| 8  | Берізка шовковистоголова Convolvulus sericocephalus Juz.                                          | На сухих вапнякових та крейдяних схилах — у гірському Криму, часто; ендемік Криму | …                  | …                        |            |
| 9  | Берізка Кальвера Convolvulus calvertii Boiss., у т. ч. Convolvulus tauricus (Bornm.) Juz.         | На сухих, переважно вапнякових схилах — у гірському Криму, звичайно | …                  | …                        |            |
| 10 | Берізка шовковиста Convolvulus holosericeus M.Bieb.                                               | На кам'янистих і крейдяних схилах — у Криму, зрідка | [ 2 ]              | …                        |            |
| 11 | Берізка лінійнолиста Convolvulus lineatus L.                                                      | У вапнякових і кам'янистих місцях, на крейдяних відслоненнях, степових схилах — у Донецькому Лісостепу, Степу та Криму                                                                                               | …                  | …                        |            |
| 12 | Повитиця зближена Cuscuta approximata Bab.                                                        | Паразитує на різних дикорослих — у Лісостепу, Степу, Криму | [ 2 ]              | …                        |            |
| 13 | Повитиця південна Cuscuta australis R.Br.                                                         | Паразитує на бур'янах і культурних рослинах — у Закарпатті, Лісостепу, Степу та пд. Криму | …                  | …                        |            |
| 14 | Повитиця бесарабська Cuscuta basarabica Buia                                                      | Паразитує на бур'янах — наводиться для Ізмаїльського р-ну Одеської обл. | …                  | …                        |            |
| 15 | Повитиця чебрецева Cuscuta epithymum (L.) L., у т. ч. Cuscuta alba C.Presl, Cuscuta trifolii Bab. | Паразитує на різних рослинах, передусім трав'янистих, іноді на культивованих бобових — майже на всій території | …                  | …                        |            |
| 16 | Повитиця хмелеподібна Cuscuta lupuliformis Krock.                                                 | Паразитує на різних видах верби, тополі чорній, осиках, вільхах і високих трав'янистих рослинах; легко переходить на ягідні чагарники й молоді плодові дерева — на Поліссі та в Лісостепу, Степу, Криму, рідко       | …                  | …                        |            |
| 17 | Повитиця одностовпчикова Cuscuta monogyna Vahl                                                    | Паразитує чагарниках і трав'янистих багаторічних рослинах; легко переходить на ягідні чагарники і молоді плодові дерева, а також на соняшник і виноград — у Закарпатті, Лісостепу (на півдні), Степу та півдні Криму | …                  | …                        |            |
| 18 | Cuscuta planiflora Ten.                                                                           | У Криму (по всій території) | [ 4 ]              | …                        |            |
| 19 | Повитиця європейська Cuscuta europaea L.                                                          | Паразитує на кропиві, хмелі, коноплі, конюшині, люцерні, віці та ін., на чагарниках та молодих деревах, переважно на берегах річок — на всій території                                                               | [ 5 ]              | …                        |            |
| 20 | Беладона звичайна Atropa bella-donna L.                                                           | На узліссях, лісових галявинах, лісосіках — у Карпатах, Прикарпатті, Розточчі-Опіллі, гірському Криму. У ЧКУ має статус «вразливий»                                                                                  | [ 6 ]              | Пасльонові Solanaceae    |            |
| 21 | Блекота біла Hyoscyamus albus L.                                                                  | На полях, біля доріг — зрідка на півдні степових районів та на ПБК | [ 6 ]              | …                        |            |
| 22 | Блекота чорна Hyoscyamus niger L.                                                                 | На бур'янах, пустирях, біля доріг, у садах — на всій території | [ 7 ]              | …                        |            |
| 23 | Alkekengi officinarum Moench, syn. Physalis alkekengi L.                                          | У лісах, чагарниках — майже на всій території, розсіяно; на Поліссі, зрідка; у гірському Криму (крім яйли), звичайно                                                                                                 | [ 6 ]              | …                        |            |
| 24 | Скополія отруйна Scopolia carniolica Jacq.                                                        | У широколистяних лісах — на Закарпатті, Карпатах, Прикарпатті, Розточчі-Опіллі, західному Лісостепу, Правобережному Лісостепу (у зх. ч.). У ЧКУ має статус «неоцінений»                                              | [ 7 ]              | …                        |            |
| 25 | Паслін солодко-гіркий Solanum dulcamara L.                                                        | На берегах річок, озер, серед чагарників, у вологих місцях — на всій території | [ 8 ]              | …                        |            |
| 26 | Solanum villosum Mill., syn. Solanum humile Bernh. ex Willd., Solanum zelenetzkii Pojark.         | У сміттєвих місцях — у Лісостепу та Степу, зрідка | …                  | …                        |            |
| 27 | Паслін чорний Solanum nigrum L.                                                                   | У сміттєвих місцях — на всій території | …                  | …                        |            |